# LAR 12252
Koordinaten: 85° 46′ 0″ S, 179° 23′ 0″ O
Der Meteorit LAR 12252 (Larkman Nunatak 12252) wurde von einem Team des Antarctic Search for Meteorites program (ANSMET) im Jahr 2012 im Larkman-Nunatak des Ross-Nebengebiets in der Antarktis gefunden.
Mit Stand 7. Mai 2025 ist der Meteorit bei MinDat (Hudson Institute of Mineralogy) – im Gegensatz zu LAR 04316 und LAR 06299 – noch nicht im Gebiet Larkman-Nunatak gelistet.

## Beschaffenheit
Seine Außenseite ist mit einer schwarz-braunen, glänzenden Schmelzkruste bedeckt. Diese zeigt mehrere kleine Risse und rote bis orangefarbene Rostflecken von bis zu 3 mm Größe. Die Matrix ist schwarz-braun mit glänzendem Metall. Es gibt 2 mm große weiße Einschlüsse und geringe Mengen von Rost.

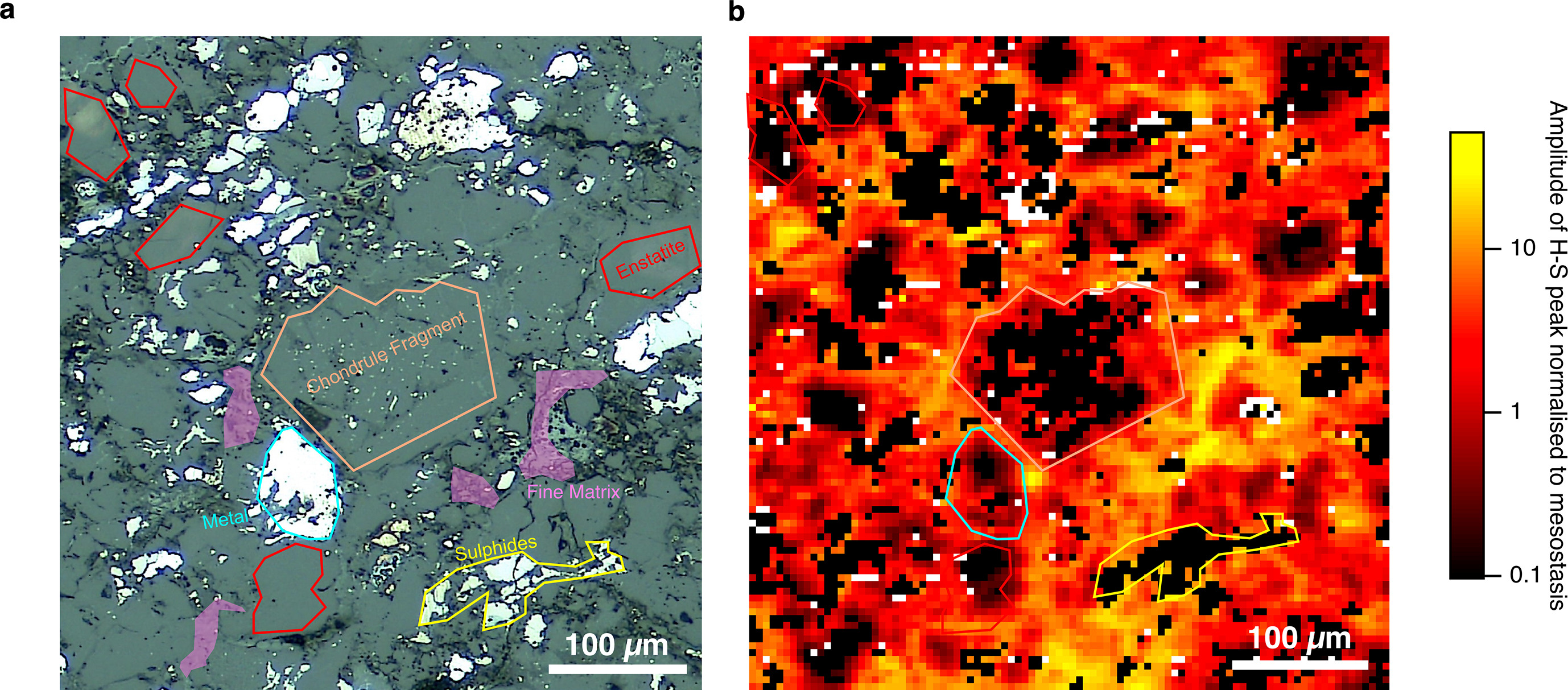
Hochauflösende Aufnahmen des Schnitts durch LAR 12252 mit verschiedenen Bildgebungsverfahren

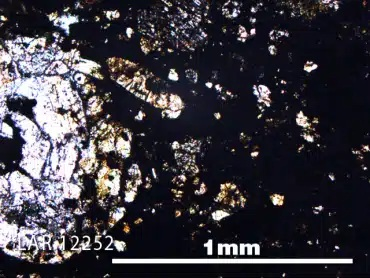
Dünnschnittaufnahme einer Probe von LAR 12252 in polarisiertem Licht

Der Schnitt zeigt eine Ansammlung von bis zu 1 mm großen Chondren und Chondrenfragmente sowie Pyroxenkörner in einer Matrix aus etwa 30 % Metall und Sulfid. Die Chondren enthalten etwas Olivin. Die Verwitterung ist vergleichsweise gering, es gibt nur Verfärbungen einiger Enstatitkörner und geringfügige Veränderungen des Metalls und der Sulfide.

## Gehalt am Element Wasserstoff
Der Meteorit wurde, wie im April 2025 veröffentlicht, von einem Team u. a. der Universität Oxford  genauer untersucht. Die seltenen Enstatit-Chondriten wie auch der Raja-Meteorit haben ihren Ursprung in größerer Sonnennähe, als ihre unmittelbare Herkunft aus dem Asteroidengürtel vermuten lässt. Sie haben daher einen Entstehungsort wie die Erde selbst, was sich auch durch ihre chemische Zusammensetzung ausdrückt, und erlauben daher Rückschlüsse auf die Verhältnisse in der Entstehungs- und Anfangsphase der Erde (Proto-Erde). Die Untersuchung von LAR 12252 hat insbesondere Rückschlüsse darauf gegeben, woher der Wasserstoff auf der Erde stammt.
Wie sich zeigen ließ, ist das im Meteoriten vorhandene Element Wasserstoff intrinsisch und entstammt nicht etwa einer irdischen Kontamination seit dem Fall des Brockens auf das Eis der Antarktis.
Das Team konnte damit nachweisen, dass das Material, aus dem unser Planet entstanden ist, viel wasserstoffreicher war als bisher angenommen.
Die Ergebnisse unterstützen die Annahme, dass die Entstehung lebensfreundlicher Bedingungen auf der Erde nicht wie bisher allgemein angenommen vom Wasser abhing, das in der Urzeit eingeschlagene Asteroiden (oder Kometen) auf die Erde brachten; mit dem Wasserstoff war genug Ausgangsmaterial für ausreichend Wasser vorhanden, um die Urozeane zu bilden.